# Technische Hochschule Osaka

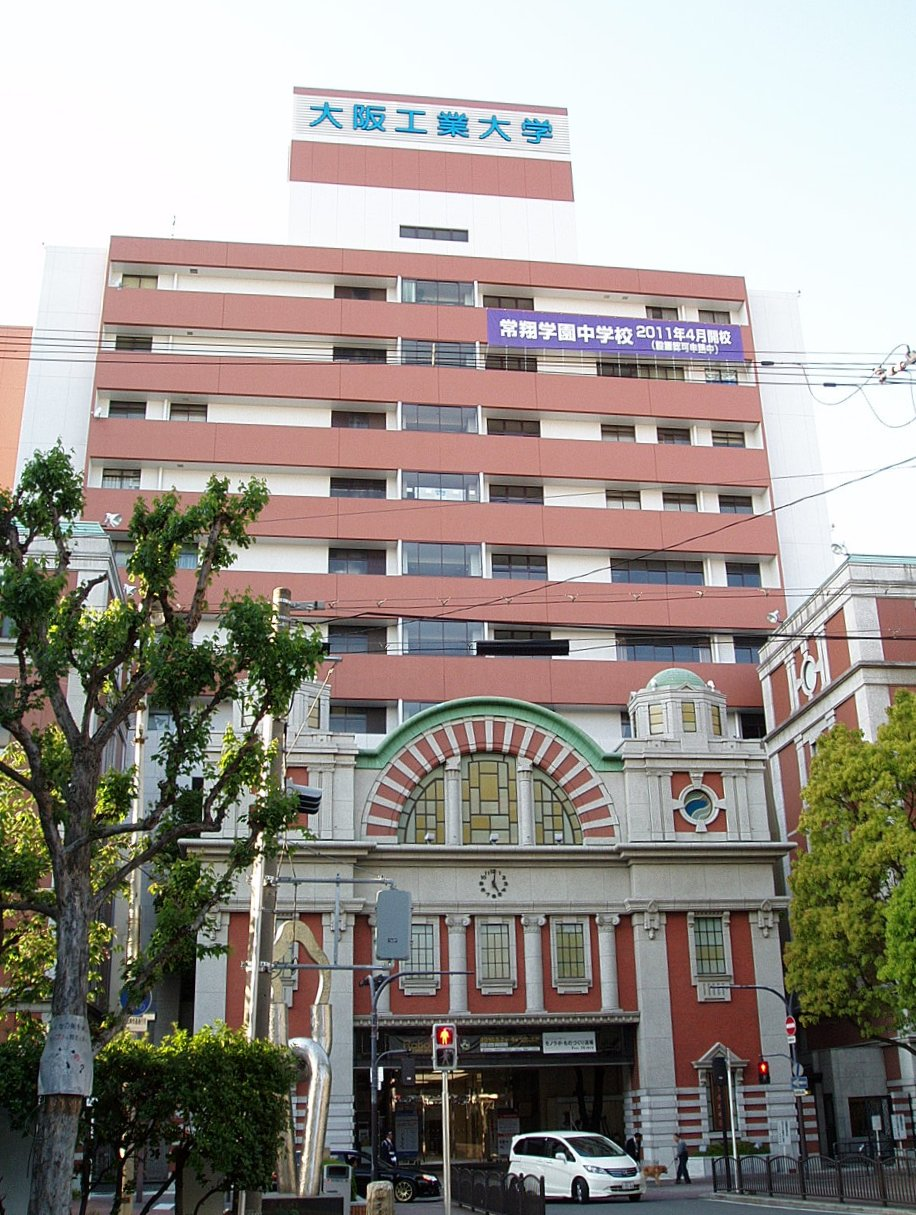
Eingang des Ōmiya-Campus, Osaka

Die Technische Hochschule Osaka, englisch Osaka Institute of Technology, OIT (jap. 大阪工業大学 Ōsaka kōgyō daigaku, kurz Osaka kōdai 大阪工大, Daikōdai 大工大 oder Hankōdai 阪工大) ist eine private Hochschule in Japan. Die Hochschule hat insgesamt drei Campus, zwei innerhalb und ein außerhalb des Stadtgebiets von Osaka. Der Hauptcampus, auch bekannt als Ōmiya-Campus, liegt im Stadtteil Asahi-ku und der Umeda-Campus im Stadtteil Kita-ku nahe dem Bahnhof Osaka in direkter östlicher Nachbarschaft des Umeda-Bahnhofs von Osaka. Der Hirakata-Campus liegt in der Nachbarstadt Hirakata von Osaka nordöstlich gelegend.

## Geschichte
Die Geschichte der Hochschule begann 1922 als Technische Lehranstalt Kansai (関西工学専修学校 Kansai kōgaku senshū gakkō, englisch Kansai Engineering Technical School). Die Schulkörperschaft gründete 1940 die Höhere Technische Schule Kansai (関西高等工業学校 Kansai kōtō kōgyō gakkō), die 1944 in Technikum Setsunan (摂南工業専門学校, Setsunan kōgyō semmon gakkō; Setsunan bezeichnet den Süden der Provinz Settsu) umbenannt wurde.
Im April 1949 entwickelte sie sich zur Technischen Hochschule Setsunan (摂南工業大学 Setsunan kōgyō daigaku, englisch Setsunan University of Technology) und im Oktober 1949 dann zur Technischen Hochschule Osaka mit drei Abteilungen (Bauingenieurwesen, Architektur und Elektrotechnik). 1965 gründete sie die Graduate School und 1967 erhielt sie das Promotionsrecht. Die Hochschule gründete dann mehr Fakultäten: Informationswissenschaft (1996) und Geistiges Eigentum (2003).
Jetzt trägt die Bildungskörperschaft Jōshō-Gakuen (学校法人 常翔学園) drei Hochschulen: die Technische Hochschule Osaka, die Setsunan-Universität (摂南大学, gegründet 1975) und die Internationale Universität Hiroshima (広島国際大学, gegründet 1998).

## Fakultäten
- Ōmiya-Campus (in Asahi-ku, Osaka, 34° 43′ 50,9″ N, 135° 32′ 37,1″ OKoordinaten: 34° 43′ 50,9″ N, 135° 32′ 37,1″ O):
  - Fakultät für Ingenieurwissenschaften
  - Fakultät für Geistiges Eigentum
- Umeda-Campus (in Kita-ku, Osaka, 34° 42′ 20,2″ N, 135° 30′ 0,7″ O)
  - Facultät für Robotik und Design
- Hirakata-Campus (in Hirakata, Präfektur Osaka, 34° 50′ 28,3″ N, 135° 42′ 18,7″ O):
  - Fakultät für Informationswissenschaft

## Partneruniversitäten
Quelle: OIT (Stand Januar 2025).

Die Technische Hochschule Osaka (OIT) hat weltweit Partnerschaftsabkommen mit 63 Universitäten und Instituten aus 24 Ländern abgeschlossen, das erste darunter besteht seit 1992.
- Australien
  - Queensland University of Technology
  - Swinburne University of Technology
- Deutschland
  - Technische Universität München
  - Universität der Bundeswehr München
  - Bergische Universität Wuppertal
  - Hochschule Hildesheim/Holzminden/Göttingen[5]
- Frankreich
  - École pour l’informatique et les nouvelles technologies (EPITECH)
  - École nationale supérieure d'architecture de Paris-Val de Seine (ENSAPVS)
  - École nationale des travaux publics de l’État (ENTPE)
  - Universität Montpellier[6]
  - Universität Bordeaux
- Finnland
  - Technische Universität Tampere
- Indien
  - Manipal University
- Italien
  - Politecnico di Torino[7]
- Indonesien
  - Hasanuddin-Universität
  - University of Palangka Raya
  - Widya Mandala Catholic University
  - Mulawarman University
  - Bakrie University
- Kanada
  - OCAD University
  - University of Regina
- Malaysia
  - Technische Universität Malaysia
  - Science University Malaysia
  - Technische Universität Petronas
  - Universität Malaysia Sabah
- Mexiko
  - Universidad de Guanajuato
- Mongolei
  - Mongolian Institute of Engineering and Technology
- Niederlande
  - Technische Universität Delft
  - Technische Universität Eindhoven
- Norwegen
  - Universität Stavanger
- Österreich
  - Technische Universität Wien
- Philippinen
  - University of San Jose–Recoletos
- Polen
  - Technische Universität Breslau
- Saudi-Arabien
  - King Abdulaziz University
- Schweden
  - Universität Uppsala
- Schweiz
  - Fachhochschule Nordwestschweiz
- Senegal
  - Ziguinchor University
- Singapur
  - Singapore University of Technology and Design[8]
- Südkorea
  - Chung-Ang University[9]
  - Inje University
  - Kookmin University
  - Daejeon University
- Spanien
  - Universität Salamanca
  - Universidad Politécnica de Madrid
- Taiwan
  - National Taipei University of Technology
  - National Taiwan University of Science and Technology
  - Tsing-Hua-Nationaluniversität
  - National Yang Ming Chiao Tung University[10]
  - Chung-Hsing-Nationaluniversität
  - Nationaluniversität Formosa
  - National Yunlin University of Science and Technology
  - National Kaohsiung First University of Science and Technology
  - Southern Taiwan University of Science and Technology
  - Shih-Hsin-Universität
  - Tatung-Universität
  - The Ministry of Economic Affairs, Taiwan (MOEA)
- Thailand
  - Chulalongkorn-Universität
  - Mahidol-Universität
  - Thammasat-Universität[11]
  - Universität Chiang Mai[11]
  - Technische Universitäten Rajamangala[8]
  - Thai-Nichi-Institut für Technologie
- Türkei
  - Ozyegin University
- Vereinigte Staaten
  - Georgia Institute of Technology
  - San José State University
  - Rice University
  - Clemson University
  - University of Nevada, Reno
  - San Francisco State University[12]
  - Angelo State University
- Vietnam
  - Da Nang University of Technology
  - Universität Cần Thơ
- Volksrepublik China
  - Tsinghua-Universität
  - Zhejiang-Universität
  - Tongji-Universität
  - Technische Universität Ostchinas
  - Universität für Wissenschaft und Technik Peking
  - City University of Hong Kong
  - Die Stadt Ningbo
  - Nanjing-Tech-Universität